# Operation Reckless
1942

Rabaul –
1. Salamaua-Lae –
Operation N –
Operation MO –
Korallenmeer –
Buna-Gona –
Kokoda Track –
Milne-Bucht –
Goodenough –
Buna-Gona-Sanananda –
Operation Lilliput 
1943

Wau –
Bismarcksee –
I –
2. Salamaua-Lae –
Chronicle –
Finisterre –
Cartwheel –
Bougainville –
Huon –
Neubritannien –
Bombardierung von Rabaul 
1944–1945

Admiralitätsinseln –
Emirau –
Take Ichi Konvoi –
Reckless –
Persecution –
Wakde-Sarmi –
Biak –
Noemfoor –
Driniumor –
Sansapor –
Morotai –
Aitape–Wewak
Die Operation Reckless war ein Unternehmen des South West Pacific Area Headquarters unter General Douglas MacArthur im Pazifikkrieg während des Zweiten Weltkriegs. Sie umfasste die Landungen in der Tanahmerah-Bucht und in der Humboldt-Bucht sowie die anschließende Schlacht um das japanisch besetzte Hollandia in Niederländisch-Neuguinea.

## Vorgeschichte
Die Japaner hatten das Gebiet um Hollandia Anfang April 1942 eingenommen. Etwa ein Jahr später begannen sie mit dem Bau von drei Flugfeldern in der Ebene des Sentani-Sees, sowie eines vierten bei Tami an der Küste östlich der Humboldt-Bucht. Der Stützpunkt bei Hollandia, der von Einheiten der japanischen 4. Luftarmee belegt war, hatte die zweitgrößten Ausmaße nach dem früher schon angelegten Stützpunkt Rabaul auf Neubritannien.
Unterdessen war die Bucht bei Hollandia zu einem großen Umschlagplatz für Nachschub ausgebaut worden. Der amerikanische Geheimdienst ermittelte zudem, dass weitere große Truppenverlagerungen durch die 18. Armee der Japaner von Ost-Neuguinea nach Hollandia geplant waren. General MacArthur und sein Planungsstab beschlossen daher, das Gebiet einzunehmen, bevor Hollandia zur Festung ausgebaut werden würde.
Die geplanten japanischen Truppenverlegungen und Nachschublieferungen für Hollandia begannen im März 1944. Ein komplettes Infanterieregiment mit modernster Ausrüstung wurde in Palau eingeschifft. Auf ihrem Weg nach Hollandia gerieten sie jedoch in die Schusslinie eines amerikanischen U-Boots. Bis auf einige wenige, die von einem Begleitzerstörer gerettet werden konnten, ging das Regiment mit vielen Panzerfahrzeugen und weiterer Ausrüstung verloren. Rund 15.000 Japaner waren im Raum Hollandia stationiert, doch fielen darunter das komplette Bodenpersonal der Lufteinheiten, die Servicecrews der Marine und mehr als 1.000 Verwundete. So standen dem befehlshabenden Offizier in Hollandia, Generalmajor Kitazono Toyozo, etwa 3.000 verteidigungsfähige Soldaten zur Verfügung.

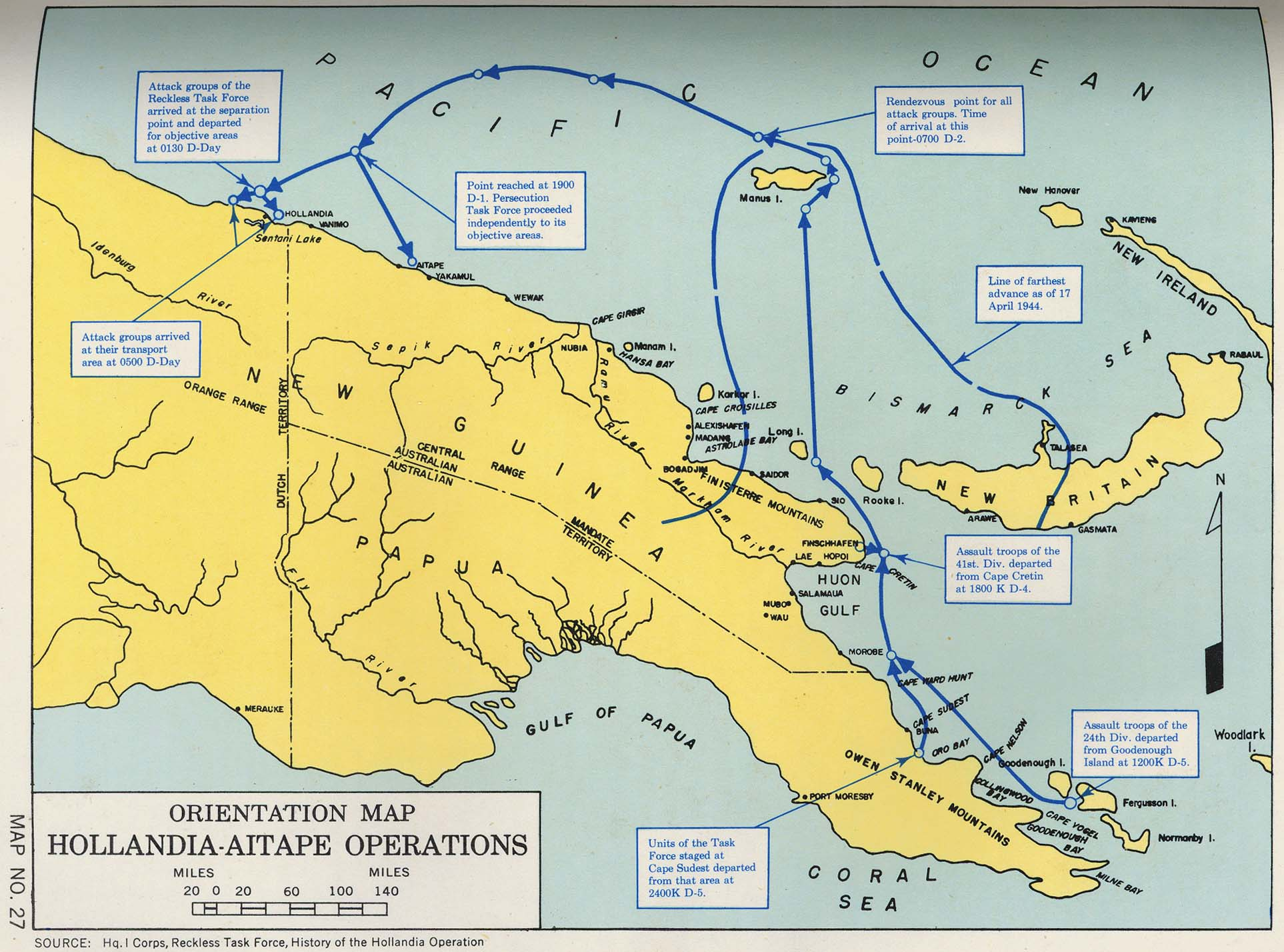
Anfahrtsrouten der Landungstruppen für die Operationen Reckless und Persecution

Zur Unterstützung der geplanten Landungen forderte Mac Arthur den Einsatz von Flugzeugträgern, deren Kampfflugzeuge die Stützpunkte der Japaner einen Tag vorher bombardieren sollten. Da seinem Kommando keine eigenen Träger zur Verfügung standen, wurde Admiral Chester W. Nimitz, Oberbefehlshaber der Pacific Ocean Areas, von den Joint Chiefs of Staff angewiesen, die Task Force 58 für den Einsatz abzustellen. Auch landgestützte Angriffe sollten geflogen werden. Dazu sollte ein japanisch besetztes Flugfeld bei Aitape, im australisch verwalteten Teil von Neuguinea eingenommen werden (→ Operation Persecution).
Nachdem die Luftunterstützung für die Operationen gesichert war, konnten die detaillierten logistischen und taktischen Planungen beginnen. D-Day, der Tag des Operationsbeginns, der schon auf den 15. April 1944 festgelegt worden war, wurde auf den 22. April verschoben. Der Grund waren die Flutbedingungen an der Nordostküste Neuguineas, die von Admiral Nimitz zu planenden Einsätze der Flugzeugträger, sowie die damaligen Nachschubprobleme im Raum des Südwestpazifik.
Der Plan sah vor, dass die Luft-, See- und Landstreitkräfte, unterstützt von der Task Force 58, die Landungsräume bei Hollandia und Aitape sichern sollten, wodurch die japanische 18. Armee im Osten Neuguineas isoliert werden sollte. In Hollandia war der Aufbau einer großen Luftwaffenbasis und einer Logistikbasis geplant, die bis zu 150.000 Soldaten aufnehmen konnte.
Der Beitrag der Task Force 58 wurde zusammenfassend als Operation Desecrate Two bezeichnet und umfasste neben der Abstellung je einer Task Group zur direkten Unterstützung der Landungen auch Luftschläge einer weiteren Task Group gegen die japanischen Flugfelder im Gebiet Wakde/Sarmi.

## Die Schlacht

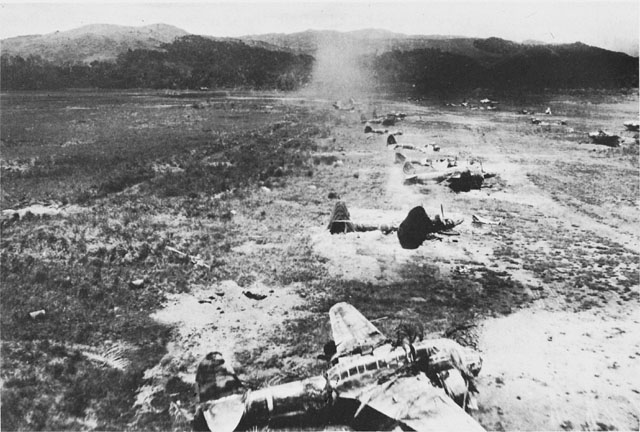
Zerstörte japanische Kampfflugzeuge bei Hollandia – Anfang April 1944

Am 30./31. März 1944 führte die Task Force 58 den vorgesehenen Angriff auf den japanischen Stützpunkt auf den Palau-Inseln im Rahmen der Operation Desecrate One durch. Dieser erfüllte zum einen den Zweck, japanische Boden- und Lufteinheiten auszuschalten sowie die Hollandia-Aktion vorzubereiten. Letzteres gelang vor allem dadurch, dass die vor dem Angriff flüchtenden japanischen Kriegsschiffe sich aus dem Raum in Richtung Westen absetzten. Landgestützte amerikanische und australische Kampfflugzeuge flogen unterdessen von Basen im Osten Neuguineas und den Admiralitätsinseln Langstreckeneinsätze auf weitere Ziele in den östlichen Karolinen. Zudem wurden etliche japanische Luftwaffenstützpunkte im Westen Neuguineas weitgehend neutralisiert. Besonders in Hollandia konnten mehr als 300 japanische Kampfflugzeuge, die meisten von ihnen noch auf den Flugfeldern stehend, zerstört werden.
Das war die Situation, als am 17. April das Marinekommunikationscenter Rabaul eine Warnung vor einer unmittelbar bevorstehenden feindlichen Landung an der Küste Neuguineas durchgab. Abgefangene amerikanische Funksprüche deuteten auf eine zunehmende Konzentration von alliierten Lufteinheiten auf den Admiralitätsinseln hin, die von Lae, Nadzab und Finschhafen dorthin verlegt würden. Zudem beobachtete man eine große Anzahl feindlicher Schiffe, die Kurs auf die Bismarcksee genommen hatten und viele taktische Funksprüche austauschten. Zwei Tage später sichtete ein Aufklärungsflugzeug, das von den Karolinen gestartet war, eine alliierte Flotte mit Flugzeugträgern nördlich der Admiralitätsinseln. Am selben Tag gab eine andere Maschine die Sichtung einer großen Flotte in der Vitiaz-Straße bekannt, die aus 30 Transportern, zwei Kreuzern und zehn Zerstörern bestand und von einem Flugzeugträger begleitet wurde. Am 20. April wurden zwei große Flottenkonzentrationen mit vier Trägern und einem Landungskonvoi nördlich der Ninigo-Inseln, rund 370 km nördlich von Wewak, gemeldet.

### Tanahmerah-Bucht

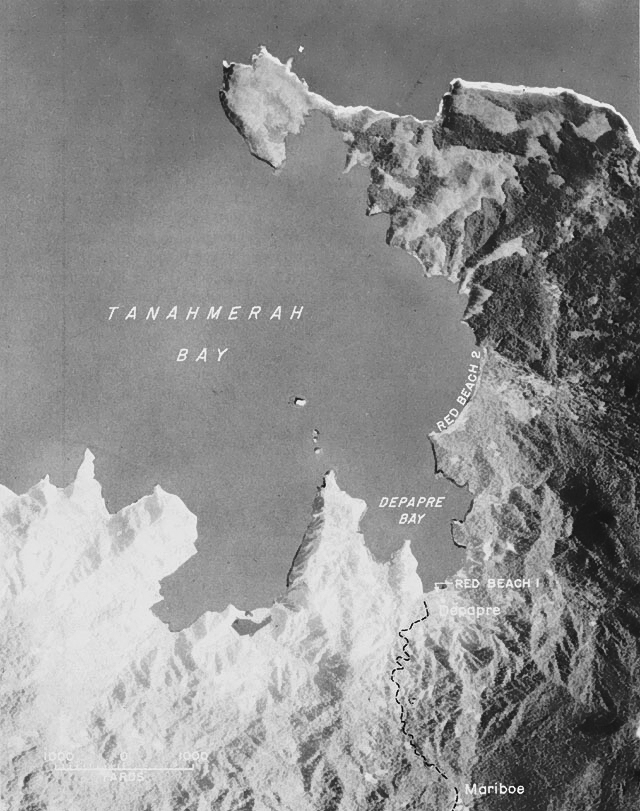
Tanahmerah-Bucht mit den Landungsabschnitten Red Beach 1 & 2

Am Morgen des 22. April ankerten die Einsatzschiffe mit den Landungseinheiten der 24th Infantry Division, die unter dem Kommando von Major General Frederick A. Irving stand, etwa neun Kilometer vor der Tanahmerah-Bucht. Gegen 5:00 Uhr bestiegen die Soldaten die Landungsboote, die Kurs auf die vorgesehenen Landungspunkte nahmen. Um 6:00 Uhr eröffneten die Schweren Kreuzer Australia und Shropshire für 45 Minuten das Feuer auf die Strände. Unterdessen näherten sich alliierte Zerstörer der Küste, um auf ausgesuchte Ziele weiter im Inland zu feuern. Kampfflugzeuge der Task Force 58 bombardierten im Morgengrauen die wenigen noch intakten japanischen Kampfflugzeuge auf den umliegenden Flugfeldern. Da eine japanische Gegenwehr im Landungsraum nicht erwartet wurde, konnten die weiteren vorgesehenen Flugeinsätze abgesagt werden.
Als die erste Welle den Strand erreichte, eröffneten die mit schweren Maschinengewehren bestückten Landungsboote das Feuer auf das Hinterland, doch bis auf wenige Schüsse von den Flankenseiten und einer kleineren vorgelagerten Insel in der Bucht kam von japanischer Seite keine Gegenwehr. Diese Stellungen konnten von den Begleitzerstörern schnell ausgemacht und ausgeschaltet werden, so dass es auf amerikanischer Seite keinerlei Verluste oder Verwundete bei den Landungstruppen gab. Innerhalb kurzer Zeit waren drei Bataillone an Land gegangen und sicherten den Brückenkopf nach Westen und Osten. Bedingt durch die große Anzahl an verschlungenen und sich kreuzenden Pfaden war es für die Amerikaner schwer, den richtigen Weg ins Inland in Richtung des Sentani-Sees zu den Flugfeldern zu finden. Sie benötigten dazu fast eine ganze Stunde.

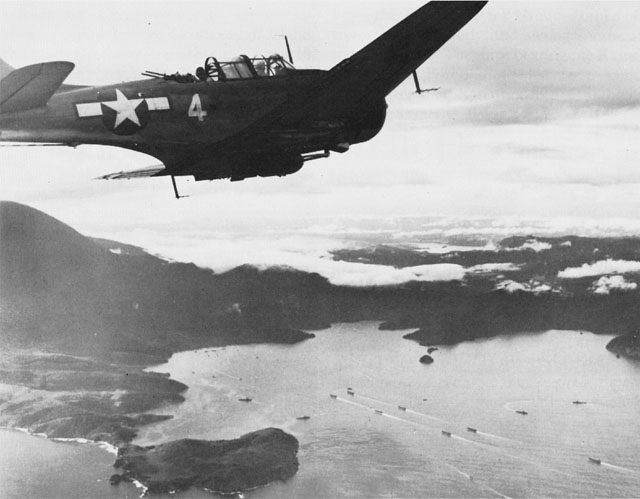
Landung in der Tanahmerah-Bucht. Die Landungsboote auf Kurs zu den Stränden.

Als um 9:30 Uhr General Irving an Land ging und sich die Lage und das schwierige Terrain erläutern ließ, änderte er die Landungspläne der Gesamtoperation. Besonders der tiefe und morastige Sumpf hinter den Stränden bereitete schwerwiegende Probleme beim Durchqueren. Der geplante Bau einer Verbindungsstraße zwischen den beiden Landungsstränden Red Beach 1 und 2 wurde fallengelassen und so konnte auch nicht, wie vorgesehen, jegliches Equipment in Richtung der Flugfelder in Marsch gesetzt werden. Da das Hinterland am Red Beach 1 das schnellste Vorrücken erlaubte, wurde ein Shuttle-Service für die Nachschubgüter von Red Beach 2 aus in Gang gesetzt, der über zwei Tage die dort am Strand gelagerten Güter über Wasser zum Red Beach 1 transportierte.
Im Gegensatz zur Lage in der Tanahmerah-Bucht fand die 41st Infantry Division in der Humboldt-Bucht deutlich bessere Wegstrecken vor, die ins Inland führten. Daher beschloss der Führungsstab unter General Eichelberger die für den dritten Operationstag vorgesehenen Versorgungsgüter für die Landungsstrände in der Tanahmerah-Bucht zur Humboldt-Bucht umzuleiten. Die Humboldt-Bucht wurde so zur primären Landungszone erklärt.
Unterdessen waren kleinere Einheiten der 24. US-Infanteriedivision schon weit in Richtung des Sentani-Sees vorgerückt, ohne auf japanischen Widerstand zu stoßen. Erst in der folgenden Nacht, als die Einheiten in Kantomé lagerten, griff eine kleinere Gruppe Japaner die linke Flanke an und hielt die Amerikaner fast die ganze Nacht lang wach, bevor sie ihr Unterfangen aufgab und sich zurückzog.
Der japanische Befehlshaber in Hollandia, General Inada, beschloss aufgrund der aussichtslosen Verteidigungslage, sich mit seinen Männern rund 400 km westlich nach Sarmi zurückzuziehen. Er versammelte seine Einheiten im Raum Genim, teilte sie in viele kleine Staffeln auf und befahl ihnen, sich nach Sarmi zu begeben.

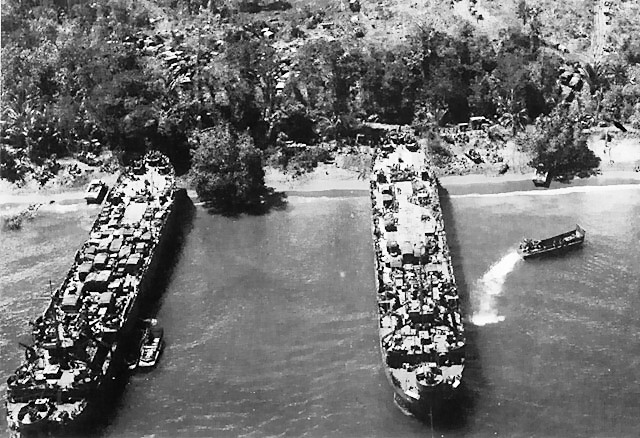
US-Landungsboote in der Tanahmerah-Bucht

Die amerikanischen Einheiten, die immer noch von mehr als 10.000 japanischen Verteidigern rund um die Flugfelder am Sentani-See ausgingen, gerieten am 23. April in heftige Regenfälle, die das Vorrücken auf den schmalen Pfaden noch weiter erschwerten. Besonders die Geschütze, die in die vorderen Linien gebracht werden sollten, versanken immer wieder in dem tiefen Morast, so dass der Zeitplan durcheinandergeriet. General Irving beschloss daher, die Truppen bei Sabron und Dazai zu sammeln. Da sich auch am Folgetag das Wetter nicht änderte, kam zunächst auch ein Versorgungsflug aus der Luft nicht in Frage. Gegen Mittag des 23. April war es gelungen, bei Dazai einen kleinen Versorgungsstützpunkt aufzubauen, der Nahrungsmittel und Munition vorhielt. Über die Takari-Berge konnte eine Nachschubkette nach Mariboe und Jangkena errichtet werden. Auch am 25. April besserte sich das Wetter nicht und so war General Irving gezwungen, geplante Abwürfe von Versorgungsgütern über Dazai abzusagen. Trotz dieser ungeplanten Rückschläge rückte die Hauptstreitmacht hinter den vorausmarschierenden Patrouillen weiter in Richtung der japanischen Flugfelder vor. Nachdem sie bekannte und vermutete japanische Stellungen mittels Artillerie beschossen hatte, hielt der Vormarsch etwa 900 m vor einem Ausläufer des Dejaoe-Flusses an. Hier kam es zu einem kurzen Scharmützel mit japanischen Soldaten, die sich an einer Furt verschanzt hatten. Nachdem den Amerikanern die Überquerung des Dejaoe gelungen war, wurden sie von einer Anhöhe unter Feuer genommen; doch die japanische Stellung konnte schnell erkundet und mit Mörserfeuer ausgeschaltet werden.

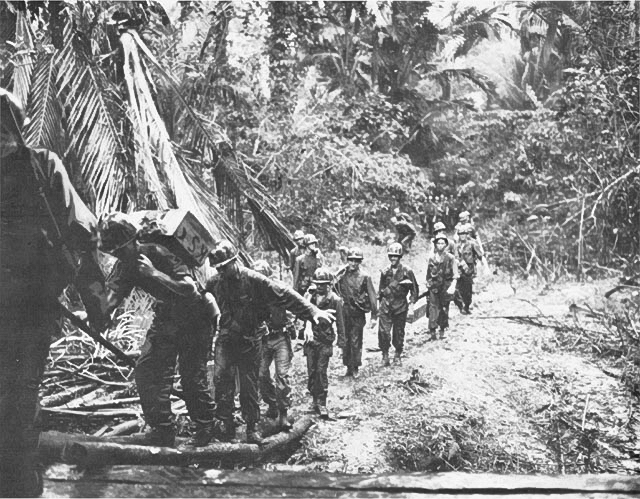
Männer der 19. Infanterie tragen Ausrüstung und Nachschub durch den Dschungel hinter den Landungszonen

Währenddessen musste die Truppenversorgung von der Küste aus per Handkarren organisiert werden, da weiterhin schlechtes Wetter ein Befahren der Pfade mit Fahrzeugen unmöglich machte. Auch an eine Versorgung aus der Luft war weiterhin nicht zu denken. Trotz dieser desaströsen Nachschublage und ohne unterstützende Artillerie in den ersten Reihen entschied sich General Irving, den Befehl zum weiteren Vorrücken auszugeben. Dies lag nicht zuletzt daran, dass ihn Informationen erreicht hatten, die von einem Abrücken der Japaner von den Flugfeldern sprachen.
Am Morgen des 26. April überquerte die Hauptstreitmacht der Amerikaner den Dajaoe-Fluss. Bei einer Plantage leistete eine kleine japanische Gruppe kurzen Widerstand aus einem Bunker und aus einem Sägewerk bei Ebeli wurden einige Japaner vertrieben, so dass am Mittag das nördlich des Sentani-Sees gelegene Flugfeld in Sichtweite gelangte. Bei nur sehr geringem japanischen Widerstand nahmen die Amerikaner das Flugfeld bis um 15:30 Uhr ein.
Nachdem der Regen endlich nachgelassen hatte, konnten zwölf B-25 Nachschub bei Dazai abwerfen. Über den schnell abtrocknenden Boden rückten nun auch Fahrzeuge mit leichten Geschützen, Munition, Versorgungsgütern und medizinischer Ausrüstung in Richtung der Flugfelder vor. Patrouillen des 21. US-Infanterieregiments nahmen um 16:45 Uhr östlich des Flugfeldes bei Weversdorp Kontakt mit Einheiten der 41. US-Infanteriedivision auf, die in der Humboldt-Bucht gelandet war.

### Humboldt-Bucht

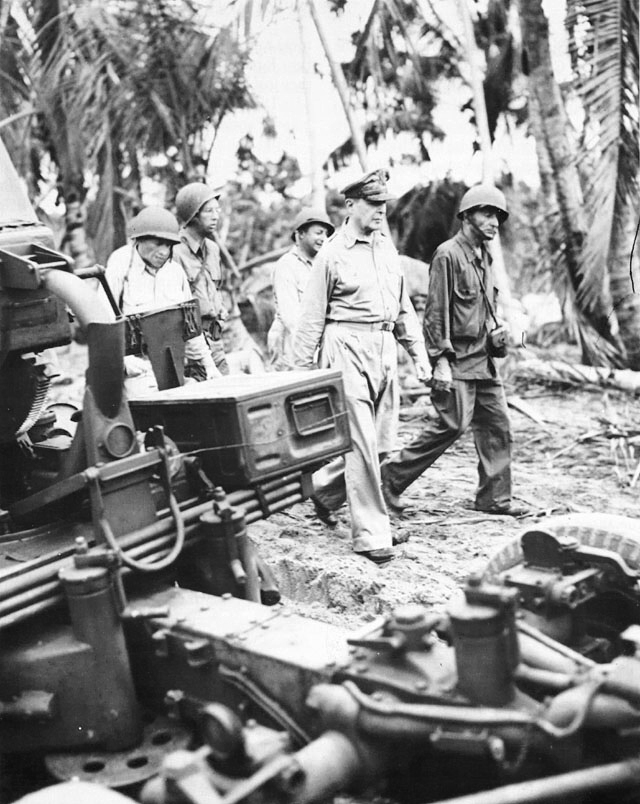
General MacArthur und General Horace H. Fuller, Kommandeur der 41. Infanterie-Division, in der Humboldt-Bucht am 22. April 1944

Der Küstenabschnitt in der Humboldt-Bucht war von den Planern in vier Landeabschnitte eingeteilt worden; White Beach 1 bis 4. Diese wurden von der 41. US-Infanteriedivision am Morgen des 22. April um 7:00 Uhr besetzt, nachdem im Vorfeld Schiffsartillerie von Leichten Kreuzern und Zerstörern sowie Flugzeuge der Task Force 58 die Strände bombardiert hatten. Japanischen Widerstand gab es weder während der Bombardierungen noch während der Landungen. Alle Einheiten gelangten schnell an die Strände, etablierten einen Brückenkopf und erreichten schon 45 Minuten nach der Landung Cape Pie und Cape Tjeweri im Süden der Bucht. Nördlich der Landungsstrände erhob sich ein Hügel, der Pancake Hill benannt wurde. Von dort konnte der komplette Landungsbereich der 41. US-Infanteriedivision übersehen werden. Bei vereinzeltem japanischen Gewehrfeuer gelang die Einnahme des Hügels gegen 8:00 Uhr. Dort fanden die Amerikaner ein noch vom Wetterschutz bedecktes, intaktes japanisches Flugabwehrgeschütz vor, was darauf hindeute, dass die Japaner tatsächlich völlig von den Landungen überrascht worden waren.
Gegen 14:30 Uhr waren alle Landeabschnitte gesichert und im nördlichen Abschnitt standen die amerikanischen Einheiten auf einer Anhöhe (Jarremoh Hill) in Sichtweite der Stadt Hollandia. General Fuller entschied, die Stadt erst am nächsten Tag einzunehmen, da die dort liegenden Japaner zuerst unter Artilleriefeuer genommen werden sollten, um den eigenen Vormarsch zu erleichtern. Der Infanterieangriff begann am 23. April um 7:30 Uhr. Die Amerikaner hatten Hollandia gegen 11:15 Uhr vollständig eingenommen – ohne jeglichen japanischen Widerstand.
Unterdessen waren die am White Beach 4 gelandeten Einheiten auf dem Vormarsch ins Landesinnere zu den Flugfeldern nördlich des Sentani-Sees. Dazu hatten sie kurz nach der Landung den Ort Pim gegen leichten japanischen Widerstand eingenommen. Gegen Abend waren dann Suikerbrood Hill und die Jautefa-Bucht in amerikanischer Hand. Nachschub an Waffen und Nahrung wurde durch einen LST-Shuttleservice von der HMAS Westralia zu White Beach 1 und 2 gebracht.
Am 23. April um 8:00 Uhr morgens begannen die amerikanischen Einheiten ihren Vormarsch zu den Flugfeldern. In der Nähe des Flusses Borgonjie kam es zu einem Scharmützel mit etwa 150 Japanern, die eine unkoordinierte Attacke gegen die vorrückende rechte Flanke der Amerikaner unternahmen. Ohne weitere nennenswerte Gegenwehr gelangten die Amerikaner bis zum Nachmittag in die Nähe der Brinkmans Plantage, wo sie einen großen Lager- und Vorratsspeicherplatz der Japaner entdeckten. Da sie westlich dieses Platzes japanische Stellungen vermuteten, was durch Luftaufklärung bestätigt wurde, forderte der Kommandeur einen Luftschlag an und die amerikanischen Soldaten wurden angewiesen, ihre derzeitige Stellung vorerst zu halten. Als gegen 15:00 Uhr heftiger Regen einsetzte, der über Stunden anhielt und die Pfade von den Stränden ins Inland so gut wie unpassierbar machte, begann sich für den nächsten Tag eine eminent schlechte Versorgungs- und Nachschublage für die vorrückenden Bataillone abzuzeichnen. Zudem griffen japanische Flugzeuge in der Nacht vom 23. auf den 24. April die Nachschublager am Landeabschnitt White Beach 1 an.
Die schlechte Versorgungslage führte am 24. April zur Kürzung auf eine halbe Tagesration. Kleinere japanische Gruppen griffen immer wieder die nachrückenden Einheiten auf der rechten Flanke an, so dass die Unterstützung für die in vorderster Linie liegenden Soldaten weiter auf sich warten ließ. Im weiteren Tagesverlauf war das 34. Infanterieregiment der 24. Division von der Tanahmerah-Bucht zur Humboldt-Bucht transferiert worden. Daher konnte eine zur Reserve an White Beach 3 liegende Kompanie und ein Bataillon zusätzlich ins Inland beordert werden.

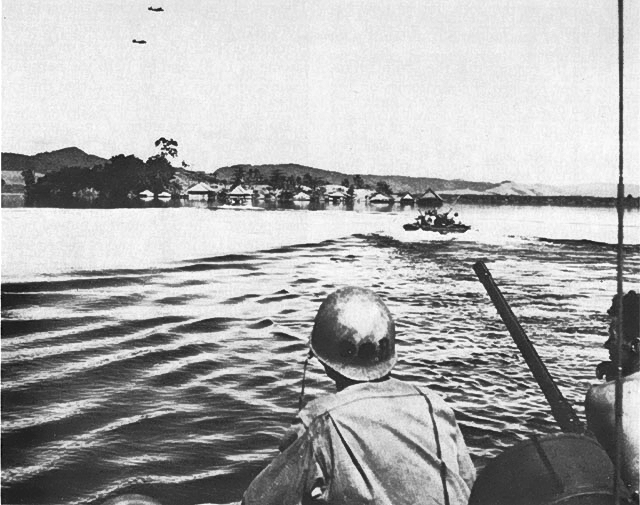
LVTs setzen am 25. April 1944 über den Sentani-See

Mit den jetzt zusätzlich zur Verfügung stehenden Männern konnten die Amerikaner am 25. April mittels LVTs zum Sentani-See vorrücken und nach Nefaar übersetzen, um die nach dort vorgeschickten Truppen zu unterstützen. Die Fahrzeuge wurden um 10:00 Uhr beladen und erreichten, ohne unter japanisches Feuer geraten zu sein, den Landepunkt bei Nefaar kurz vor Mittag. Zusammen mit den über Land angerückten Truppenteilen begannen sie, den Raum um Nefaar aufzuklären und auf das Cyclops-Flugfeld vorzurücken.
Der erwartete starke Widerstand der Japaner blieb zwar aus, aber plötzlich einsetzendes Artilleriefeuer auf die Flugfelder am Nachmittag ließ den Vormarsch zum Stehen kommen. Das Feuer kam zum einen von Seiten der 24. US-Infanteriedivision, aber auch von japanischen Stellungen, die im Norden der Flugfelder lagen. Schwierigkeiten in der Kommunikation führten dazu, dass das Feuer der 24. Division nicht vor dem späten Abend eingestellt wurde und die Einheiten der 41. Division sich zunächst auf ihre Nachtverteidigung vorbereiteten.
Am 26. April nahmen Einheiten der 24. US-Infanteriedivision dann bis kurz nach 8:00 Uhr das Cyclops-Flugfeld und gegen 12:15 Uhr das größere Sentani-Flugfeld ein. Nur einige versprengte Japaner leisteten kurzen Widerstand. Der Zusammenschluss mit der 24. US-Infanteriedivision gelang bei Weversdorp etwa um 16:45 Uhr und die Hauptstreitmacht der Amerikaner erreichte die Flugfelder bei Einbruch der Nacht. Damit war die eigentliche Operation Reckless beendet.

## Abschlussoperationen
Nach der Eroberung der Flugfelder lag ein weiteres Ziel der Amerikaner darin, die Fluchtwege der sich absetzenden japanischen Einheiten zu unterbrechen und die weitere Umgebung abzusichern. Dies umfasste die nördlich gelegenen Cyclops-Berge, das östlich der Humboldt-Bucht gelegene Tami-Flugfeld und die westlich der Tanahmerah-Bucht gelegene Demta-Bucht. Diese Operationen fanden ihren Abschluss am 6. Juni und kosteten etwa 800 japanischen Soldaten das Leben.

## Die Flugfelder unter amerikanischer Kontrolle
Das Sentani-Flugfeld wurde nach Instandsetzung der Start- und Landebahn als größere Basis für drei Jagdstaffeln der 475th Fighter Group (Satan’s Angels) mit Kampfflugzeugen, leichten und schweren Bombern genutzt. Der Tower-Code während des Krieges lautete Bolster. Nach Kriegsende übernahmen die Niederländer den Platz. Er ist bis heute in Betrieb (→ Flughafen Jayapura).
Das Hollandia-Flugfeld wurde nach der Einnahme von amerikanischen Pionieren mit zwei Start- und Landebahnen ausgebaut und bis zum 1. Juli 1945 betrieben. Heute ist es fast völlig überwachsen und nur noch aus der Luft zu erkennen.
Das Cyclops-Flugfeld konnte nach Instandsetzung nur für kleinere Flugzeuge genutzt werden und wurde nach Kriegsende nicht mehr benutzt. Heute ist es ebenfalls fast völlig überwachsen und nur noch aus der Luft zu erkennen.